# Paul Delmet
Paul Julien Delmet (n. 17 iunie 1862, Paris, Île-de-France, Franța – d. 24 octombrie 1904, Paris, Île-de-France, Franța) a fost un compozitor și cântăreț francez. El este autorul unor romanțe de succes.

## Biografie
Paul Delmet s-a născut pe 17 iunie 1862 la mama sa, la adresa 97 rue du Faubourg-Poissonnière. A fost înregistrat în actele de stare civilă sub numele de Duval Paul Julien, fiul lui Rose Adélaïde Duval, spălătoreasă, și al unui tată nedeclarat, purtând numele Delmet după ce mama sa s-a căsătorit în 1868 cu Hippolyte Delmet. În copilărie, s-a remarcat printr-o voce pură de soprană ușoară în corul școlii Fraților Sfântului Vincent de Paul. Ulterior, a intrat în corul Concerts Colonne. La vârsta de 12 ani, a învățat meseria de gravor de muzică pe cupru, pe care a practicat-o timp de aproximativ zece ani. În această perioadă, un coleg l-a inițiat în legile armoniei. A gravat, printre altele, operele lui Jules Massenet, Edmond Audran și André Messager. Paralel, cânta în concerte de amatori.
Paul Delmet începe să se producă la Montmartre, mai întâi la cabaretul La Pie borgne, apoi la celebrul Le Chat Noir, în 1886. Acest tânăr subțire, blond, care purta ochelari pentru a ascunde un ochi de sticlă, obține rapid succes, interpretând romanțe sentimentale. Inițial doar interpret, în stilul „diseur”, el începe să compună melodii pe texte furnizate de chansonnierii care frecventau Le Chat Noir, regula localului fiind să interpretezi sau să cânți propriile tale creații (ca textier sau compozitor). Prima sa romanță, „Joli Mai”, datează din 1887. Aceasta este urmată de multe altele, care denotă un mare simț melodic. Primele sale mari succese sunt scrise pe poezii de Maurice Vaucaire, în special „Les Petits Pavés” și „Petit Chagrin” (1891).
În jurul anului 1889, Paul Delmet îl întâlnește pe cel mai fidel colaborator al său pentru versuri, Maurice Boukay, al cărui nume real era Maurice Couyba (1866-1931). Acesta, profesor la liceul Arago în timpul zilei și chansonnier la Chat Noir seara, a devenit ulterior deputat radical de Haute-Saône în 1896 și ministru al Comerțului în 1911. Paul Delmet a compus, de asemenea, muzică pentru cântecele lui Théodore Botrel, care era pe atunci necunoscut și căruia i-a contribuit la scoaterea din umbră.
În 1896, Paul Delmet a fost, alături de Georges Courteline, Millanvoye și Albert Michaut, unul dintre cei patru fondatori ai goguetei Cornet.
Epuizat de o viață de noctambul și de alcool, Paul Delmet a murit la Paris pe 24 octombrie 1904, la vârsta de 42 de ani, în locuința sa de la 6, rue Lallier.
Paul Delmet a fost înmormântat la cimitirul parizian din Saint-Ouen pe 26 octombrie 1904.

## Editare grafică
La sfârșitul secolului al XIX-lea și începutul secolului XX, principalul mediu de difuzare a cântecelor era imprimatul; edițiile fonografice, fiind încă la începuturi, ofereau produse scumpe și fragile, rezervate unei clientele mici. Înregistrările din acea perioadă oferă doar o indicație imprecisă și limitată a succesului popular al cântecelor, textierilor, compozitorilor și interpreților; prin urmare, este un anacronism, răspândit pe site-urile internet contemporane care tratează despre muzică, să se bazeze pe biografii și să se măsoare succesul pe baza înregistrărilor. Ediția muzicală grafică (cântecele tipărite) este, așadar, principala sursă de difuzare – și, implicit, de informații contemporane – despre opera lui Paul Delmet. Înregistrările, atât cele din epocă, cât și cele ulterioare, inclusiv reluările și reeditările contemporane pe suporturi digitale, atestă longevitatea și posteritatea operei sale.
Opera lui Paul Delmet a fost foarte răspândită. Formatele mici și mari ale cântecelor sale sunt împodobite cu ilustrații semnate de mari ilustratori ai epocii, printre care Adolphe Léon Willette, Théophile Alexandre Steinlen, Lucien Métivet, Madola (Jacques Wély și Vernier), Paul Balluriau și alții. Partiturile pentru pian (format mare), „bogat ilustrate” conform formulării uzuale din cataloagele editorilor vremii, atestă succesul cântecelor lui Delmet printre tinerele burgheziei. Succesul popular este confirmat de prezența cântecelor în numeroase caiete de cântece, publicarea de culegeri (formate mici), ediții distribuite pe stradă și contrafaceri tipărite fără autorizația editorilor.Enoch & Cie sunt principalul editor al cântecelor lui Delmet. Succesul în rândul publicului cultivat este confirmat de publicarea de culegeri luxoase, legate și ilustrate, vândute la un preț mult mai mare decât edițiile populare.

## Înregistrări
Încă din 1898, cântecele lui Paul Delmet au fost înregistrate pe cilindri, apoi pe discuri, de numeroși interpreți. În stadiul actual al cunoștințelor despre înregistrări, se pare că compozitorul nu a înregistrat niciuna dintre operele sale. Romanțele lui Paul Delmet continuă să fie înregistrate în perioada „Anii nebuni” din deceniul 1920. Succesul persistă, exemplificat prin înregistrările realizate de Jean Lumière, inclusiv „La Petite Église” (1934). Mai aproape de noi, Tino Rossi, Marcel Mouloudji, Claude Nougaro („Les Petits Pavés”), Marie-Paule Belle, Richard Anthony, André Claveau, Mario Hacquard, André Dassary, Armand Mestral, Jacques Martin, Lys Gauty, Francis Lemarque, Serge Gainsbourg, Jack Lantier, Hervé David și, cel mai recent, Enguerrand Dubroca au înregistrat sau interpretat în turneele lor de cântări cântece de Paul Delmet.
Tenorul, producătorul și editorul Enguerrand Dubroca a publicat integrala celor 239 de cântece ale lui Paul Delmet sub labelul Salis & Cats, între 2021 și 2022. Acest efort unic în istoria cântecului francez a permis descoperirea în premieră mondială a aproape 200 de titluri uitate, dezvăluind o operă bogată cu nuanțe neprevăzute. Aceste înregistrări demonstrează că Paul Delmet nu numai că a captat sufletul sentimental al timpului său, dar a și reînnoit tradiția ancestrală franceză a cântecului poetic, o artă populară și nobilă. Enguerrand Dubroca a fost invitat să prezinte acest proiect la France Musique, însoțit de pianista Yuko Osawa, într-un recital difuzat pe 25 decembrie 2021. Un disc lansat în 2022 sintetizează această muncă și permite descoperirea operei lui Paul Delmet în toată diversitatea sa, prin 25 de cântece.

## Posteritatea și omagiile

### Internet
Foarte multe versuri de cântece atribuite lui Paul Delmet, mai mult sau mai puțin aproximative, sunt disponibile online pe diferite site-uri, inclusiv cântece la care Delmet nu este compozitorul; de multe ori, Delmet este prezentat ca unicul autor, iar uneori ca versificator al acestor cântece. De exemplu, „Quand les lilas refleuriront” este o piesă compusă de Désiré Dihau, pe care Delmet o interpreta, dar care îi este fals atribuită.

### Teatru
- „La Cinquantaine” este o scenă populară într-un act scrisă de Georges Courteline, cu muzica compusă de Paul Delmet. Spectacolul a avut în distribuție pe Marguerite Moreno în rolul Élodie și pe Joseph Lerner în rolul lui Benjamin și a fost prezentat la Théâtre Antoine (René Rocher) pe data de 4 decembrie 1930.
- „Tout autour du chat noir” este o piesă regizată de Jacques Destoop, cu decoruri și costume create de Jacques Noël. A fost jucată la Comédie de Touraine, mai precis la Studio-Théâtre Jean Vilar din Tours, începând cu data de 3 mai 1984.

### Cinema
- „Envoi de fleurs (La vie de Paul Delmet)” este un film cu durata de 1 oră și 34 de minute, regizat de Jean Stelli, cu dialoguri și scenariu de Charles Exbrayat. Rolurile principale sunt interpretate de Tino Rossi în rolul lui Paul Delmet, Jean Brochard și Micheline Francey. Filmul a avut premiera în cinematografele din Paris pe data de 26 mai 1950. Acesta prezintă interpretări ale principalelor cântece ale lui Delmet, cu excepția notabilă a cântecului „Les Petits Pavés”[11]. O reeditare pe VHS a avut loc în 1995, sub îngrijirea lui René Chateau pentru „Mémoire du cinéma français”, cu codul EAN 3330240032088.